# Bertram Grosvenor Goodhue
Bertram Grosvenor Goodhue (1869 au Connecticut-1924) est un architecte américain. Il travaille avec Cram and Ferguson Architects (en) aussi.

## Réalisations

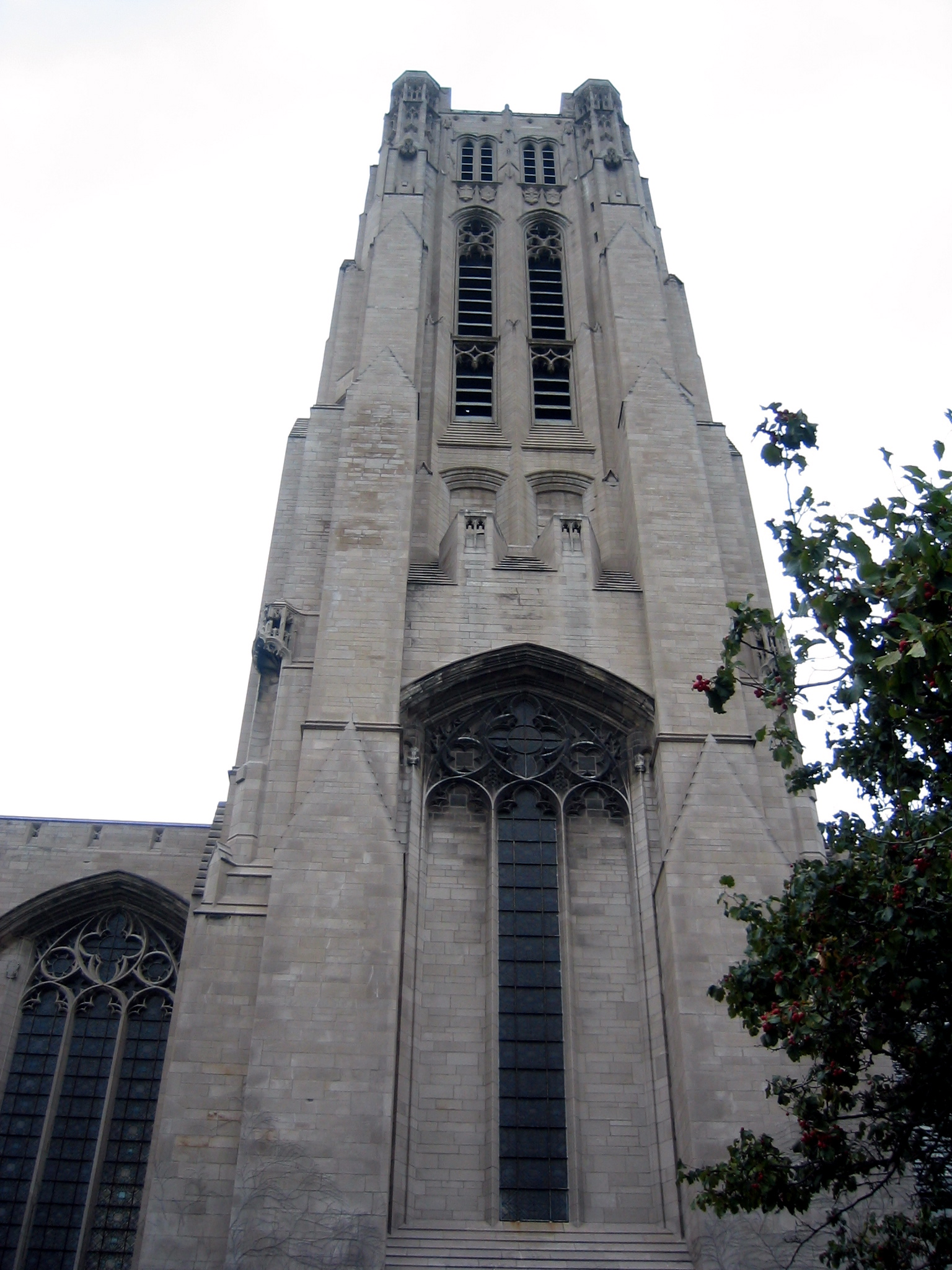
Rockefeller Chapel, campus de l'université de Chicago

- exposition Panama-Californie de San Diego (1915)
- bibliothèque du comté de Los Angeles, Los Angeles, 1924
- Rockefeller Memorial Chapel, campus de l'université de Chicago, 1928
- Capitole du Nebraska, Lincoln, 1919-1932
- église de l'Intercession, New York
- Église épiscopalienne Saint-Barthélemy de Manhattan (1916-17)

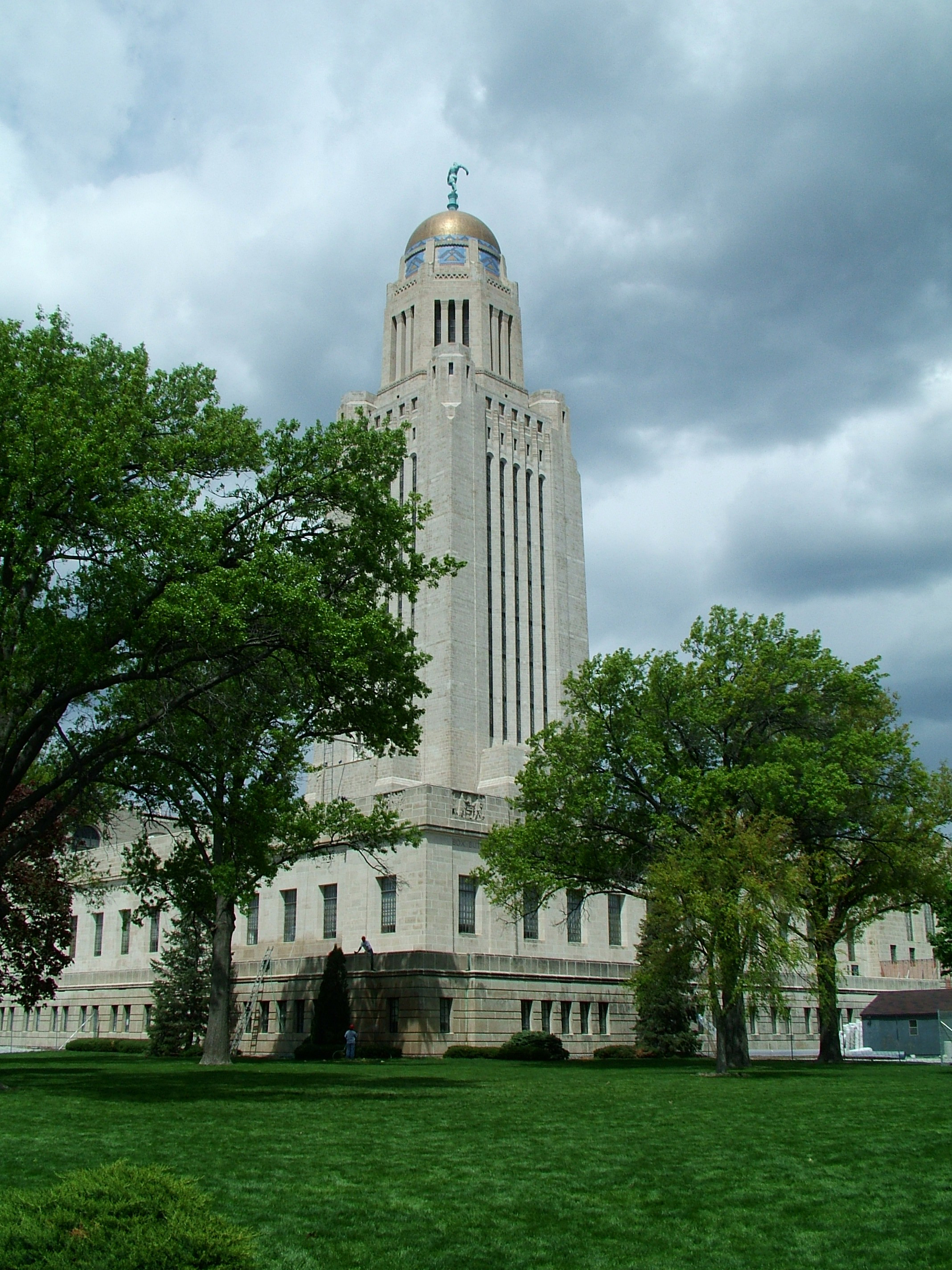
Lincoln, le Capitole, dessiné par Bertram Grosvenor Goodhue